# Троицкий сельский округ (Северо-Казахстанская область)
Троицкий сельский округ (каз. Троицк ауылдық округі) — административная единица в составе Жамбылского района Северо-Казахстанской области Казахстана. Административный центр — село Троицкое.
Население — 937 человек (2009, 1672 в 1999, 2110 в 1989).

## Состав
В состав округа входят такие населенные пункты:
| Населенный пункт | Население, человек (1989) | Население, человек (1999) | Население, человек (2009) |
| ---------------- | ------------------------- | ------------------------- | ------------------------- |
| Орталык, село    | 635                       | 492                       | 215                       |
| Троицкое, село   | 1475                      | 1180                      | 722                       |